# José Castaño Muñoz
José Castaño Muñoz (Arcos de la Frontera, Cádiz, 10 de diciembre de 1998), más conocido como Pepe Castaño, es un futbolista español que juega de defensa central en el Asteras Tripolis de la Superliga de Grecia.

## Trayectoria
Nacido en Arcos de la Frontera, Cádiz, Pepe es un defensa central formado en las categorías inferiores del Xerez CD y más tarde se incorporó al Cádiz CF para jugar en el juvenil y en el filial. Debutó con el primer equipo cadista en la última jornada de Liga de la Segunda División B en la temporada 2014-15, con una derrota en el campo del Arroyo Club Polideportivo por tres goles a cero. Siendo aún cadista tuvo la ocasión de ir convocado con la selección española sub-17 y la selección andaluza sub-18. 
En verano de 2015 se marchó al fútbol base del Villarreal Club de Fútbol, todavía en edad juvenil. Nada más llegar, se incorporaría al segundo filial, el Villarreal Club de Fútbol "C" de la Tercera División de España en el que jugaría desde 2016 a 2018. El defensa central sería internacional sub-18, sub-19 y sub-20.
En 2018 formaría parte de la plantilla del Villarreal Club de Fútbol "B" de la Segunda División B de España en el que jugaría durante dos temporadas. En su primera campaña en el filial castellonense disputó 20 encuentros de liga y 2 de play-offs de ascenso a la Segunda División.
El 18 de enero de 2019, el central debutó con el primer equipo del Villarreal Club de Fútbol en un encuentro de Copa del Rey frente al RCD Espanyol que acabó con derrota por tres goles a uno, en el que Pepe jugó los 90 minutos del encuentro.
En la temporada 2019-20, el defensa central disputó 12 encuentros a las órdenes de Miguel Álvarez Jurado en el grupo III de la Segunda B.
El 25 de agosto de 2020, se confirma su traspaso al Asteras Tripolis de la Superliga de Grecia por dos temporadas. Hizo su debut profesional el 18 de septiembre de 2020 en la segunda jornada de la Superliga de Grecia, comenzando con una derrota por tres goles a cero contra el Olympiacos FC, disputando 45 minutos de la segunda parte del encuentro.

## Clubes
| Club                          | Categoría      | País   | Año             | Partidos | Goles |
| ----------------------------- | -------------- | ------ | --------------- | -------- | ----- |
| Cádiz Club de Fútbol "B"      | 3.ª División   | España | 2014-2015       |          |       |
| Cádiz Club de Fútbol          | 2.ª División B | España | 2015            | 1        | 0     |
| Villarreal Club de Fútbol "C" | 3.ª División   | España | 2015-2018       |          |       |
| Villarreal Club de Fútbol "B" | 2.ª División B | España | 2018-2020       | 34       | 1     |
| Asteras Tripolis              | 1.ª División   | Grecia | 2020-actualidad | 1        | 0     |